# کلارینت

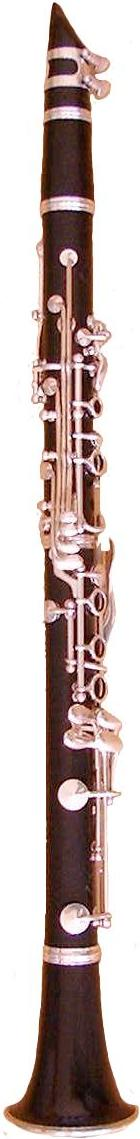
کلارینت

کلارینت یکی از سازهای بادی قمیشی است که انواع حرفه‌ای‌اش معمولاً از چوب سیاه آفریقایی ساخته می‌شود. کلارینت یک قمیش، یک مجرای استوانه‌ای و یک سوراخ تقریباً استوانه ای دارد و از دسته سازهای انتقالی محسوب می‌شود. به کسی که این ساز را می‌نوازد، کلارینتیست گفته می‌شود.

## تاریخچه
کلمه کلارینت ممکن است همراه کلمه فرانسوی کلارینته (clarinette) وارد زبان انگلیسی شده باشد. با این حال به نظر می‌رسد ریشه‌های حقیقی این کلمه در میان نام‌های مختلف ترومپت‌هایی که در دوره‌های رنسانس و باروک استفاده می‌شد یافت شود.
عموماً معتقدند که یوهان کریستوف دنر، کلارینت را در آلمان در حوالی سال ۱۷۰۰ با اضافه کردن قطعه ای به ساز «شالوماو» اختراع کرده‌است. در طول زمان نیز، کلیدها و صفحه‌هایی اضافه شدند تا صدا و نواختن ساز را بهبود بخشند.
کلارینت انواع زیادی دارد که روی‌هم آن‌ها را «خانواده کلارینت» می‌خوانند. معمولاً منظور از کلارینت نوع سوپرانوی آن است. کلارینت نشان داد که یک ساز انعطاف‌پذیر استثنائی است و همان‌طور که می‌توان در خانه در سبک کلاسیک با آن نواخت در گروه‌های کنسرت، گروه‌های نظامی و جاز نیز به همان خوبی به کار می‌رود.
نوعی کلارینت که توانایی تولید فاصله‌های موسیقی شرقی را دارد به قره‌نی معروف است.

## ویژگی‌ها
مجرای استوانه‌ای مسئول صدای خاص کلارینت است که می‌تواند بین سه بازه صدایی با نام‌های «شالوماو»، «کلاریون» و «آلتیسیمو» تغییر کند. کیفیت صدا با توجه به نوازنده، آهنگ، ساز و قمیش می‌تواند به صورت وسیعی تغییر کند. تفاوت در سازها و عایق‌سازی آن‌ها باعث شد از اواخر قرن ۱۸، چندین مدرسه مختلف نواختن تأسیس گردند. کلارینت بیشترین محدوده صدایی را در بین سازهای بادی رایج دارد.
برخی از ویژگی‌های کلارینت (قره نی):
- این ساز جز سازهای انتقالی می‌باشد.
- نت این ساز را با کلید سل می‌نویسند.

برخی از کلارینت‌های رایج:
- کلارینت دو : انتقالی نمی‌باشد.
- کلارینت سی بمل (رایج‌ترین نوع کلارینت): یک فاصلهٔ دوم بزرگ بم تر از نت نوشته شده صدا می‌دهد.
- کلارینت لا: یک فاصلهٔ سوم کوچک بم تر از نت نوشته شده صدا می‌دهد.
- کلارینت می‌بمل (کلارینت کوچک): یک فاصلهٔ سوم کوچک زیرتر از نت نوشته شده صدا می‌دهد.

## موسیقی کلاسیک
در موسیقی کلاسیک، کلارینت، جزئی از سازهای ارکستر استاندارد و گروه‌های کنسرت می‌شوند. ارکستر به‌طور عمده دو نوازنده کلارینت را شامل می‌شود که دو قسمت مجزا را بنوازند. قسمت نوازندگان کلارینت در دهه‌های آخر قرن ۱۹، با به‌کارگیری سه کلارینت به‌طور معمول بزرگتر شد. در قرن ۲۰، آهنگسازانی مانند ایگور استراوینسکی، ریشارد اشتراوس، گوستاو مالر و الیویه مسیان نوازندگان کلارینت را با به‌کارگیری کلارینت‌های مختلف در کارهایشان به نه نفر نیز رساندند.

## جاز

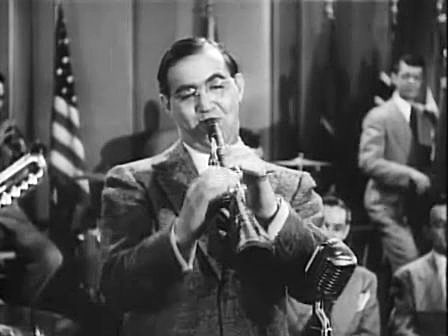
اسکرین‌شات بریده‌شده‌ای از بنی گودمن از فیلم «استیج دور کانتین».

کلارینت اصالتاً یک ساز مرکزی در جاز بوده که با نوازندگان نیو ارلئان در دهه ۱۹۱۰ آغاز شد و به عنوان یک ساز برجستهٔ موسیقی جاز در دوره گروه بزرگ تا دهه ۱۹۴۰ باقی ماند. سیدنی بشی، آلفونسه پیکو، لری شیلدز، جیمی نوونه و جانی دادز، نوازندگان آمریکایی این ساز در موسیقی جاز بودند. سوپرانوی سی بمل رایج‌ترین ساز کلارینت بود، اما تعداد معدودی از نوازندگان جاز از قبیل لوییس نلسون دلیسله و آلکاید نونز سوپرانوی دو را ترجیح می‌دادند. دوک الینگتون که از دهه ۱۹۲۰ تا دهه ۱۹۷۰، به صورت حرفه‌ای فعالیت می‌کرد، از کلارینت به عنوان ساز اصلی در کارهای خود استفاده می‌کرد.
با افول شهرت گروه بزرگ در اواخر دهه ۱۹۴۰، جایگاه دائمی کلارینت در جاز کمرنگ شد.